# 陳功富
陳功富（1943年—），是中國科學家，世界華人UFO聯合會常务理事、学术部主任，曾任哈尔滨工业大学航天学院教授、黑龙江省天文学会会长。曾获航天部科技进步一等奖。

## 生平
曾在国防科委研究所和空军第五研究所工作。後至哈尔滨工业大学任教。
自從1994年鳳凰山孟照國事件後，便自籌經費全力投入對UFO的研究，蒐集了不少鳳凰山UFO現象的證據，著有《宇宙拓荒》系列叢書等書籍。